# CEACAM21
CEACAM21 (англ. Carcinoembryonic antigen related cell adhesion molecule 21) – білок, який кодується однойменним геном, розташованим у людей на довгому плечі 19-ї хромосоми. Довжина поліпептидного ланцюга білка становить 293 амінокислот, а молекулярна маса — 32 373.
| 10         |  | 20         |  | 30         |  | 40         |  | 50         |
| ---------- |  | ---------- |  | ---------- |  | ---------- |  | ---------- |
| MGPPSACPHR |  | ECIPWQGLLL |  | TASLLTFWNA |  | PTTAWLFIAS |  | APFEVAEGEN |
| VHLSVVYLPE |  | NLYSYGWYKG |  | KTVEPNQLIA |  | AYVIDTHVRT |  | PGPAYSGRET |
| ISPSGDLHFQ |  | NVTLEDTGYY |  | TLQVTYRNSQ |  | IEQASHHLRV |  | YESVAQPSIQ |
| ASSTTVTEKG |  | SVVLTCHTNN |  | TGTSFQWIFN |  | NQRLQVTKRM |  | KLSWFNHMLT |
| IDPIRQEDAG |  | EYQCEVSNPV |  | SSNRSDPLKL |  | TVKSDDNTLG |  | ILIGVLVGSL |
| LVAALVCFLL |  | LRKTGRASDQ |  | SDFREQQPPA |  | STPGHGPSDS |  | SIS        |

A: Аланін

C: Цистеїн

D: Аспарагінова кислота

E: Глутамінова кислота

F: Фенілаланін

G: Гліцин

H: Гістидин

I: Ізолейцин

K: Лізин

L: Лейцин

M: Метіонін

N: Аспарагін

P: Пролін

Q: Глутамін

R: Аргінін

S: Серин

T: Треонін

V: Валін

W: Триптофан

Задіяний у такому біологічному процесі, як альтернативний сплайсинг. 
Локалізований у мембрані.